# 폴 둘리
폴 둘리(Paul Dooley, 1928년 2월 22일 ~ )는 미국의 배우이다.

## 출연 작품

### 영화
- 달려라 청춘 (1979)
- 죽음의 컴퓨터 (1995)
- 아이 리멤버 에이프릴 (1999, I'll Remember April)

### 텔레비전
- 모던 패밀리 (2020)